# Quadratwurzel aus 3

Wurzel 3 im Koordinatensystem

Die Quadratwurzel aus 3 oder Quadratwurzel von 3 (geschrieben {\displaystyle {\sqrt {3}}}) ist die positive, reelle Zahl, die mit sich selbst multipliziert 3 ergibt. Die Wurzel von 3 ist eine irrationale Zahl. Sie ist eine mathematische Konstante, auch bekannt unter dem Namen Theodorus-Konstante, benannt nach Theodoros von Kyrene.
Näherungsweise gilt:
{\displaystyle {\sqrt {3}}\approx 1{,}7320508}
Ihre Kettenbruchentwicklung ist {\displaystyle {\sqrt {3}}=} [1;1,2,1,2,1,2,1,2,1,2,…].
Es ist auch {\displaystyle {\sqrt {3}}=(4\cos ^{2}{\tfrac {\pi }{12}})-2=(4\cos ^{2}15^{\circ })-2} und {\displaystyle {\sqrt {3}}=\tan {\tfrac {\pi }{3}}=\tan 60^{\circ }.}

## Beweis der Irrationalität
Angenommen, {\displaystyle {\sqrt {3}}} wäre rational. Dann könnte man die Zahl als Bruch zweier teilerfremder ganzer Zahlen {\displaystyle a} und {\displaystyle b} schreiben:
{\displaystyle {\sqrt {3}}={a \over b}}.
Durch Quadrieren der Gleichung erhält man
{\displaystyle 3={a^{2} \over b^{2}}}
daraus folgt
{\displaystyle 3b^{2}=a^{2}.}
Aber dann ist für eine ganze Zahl {\displaystyle p}
{\displaystyle a=3p,}
weil {\displaystyle b^{2}} eine ganze Zahl ist und damit {\displaystyle a^{2}/3} eine ganze Zahl sein muss und damit auch 3 als Teiler von {\displaystyle a} existieren muss.
Daraus folgt wieder
{\displaystyle 3=9{p^{2} \over b^{2}}},
also
{\displaystyle b^{2}=3p^{2}}
Aber dann ist auch für eine ganze Zahl {\displaystyle q}
{\displaystyle b=3q},
was einen Widerspruch bedeutet, weil {\displaystyle a} und {\displaystyle b} teilerfremd sind.

## Nachkommastellen
Die ersten 100 Nachkommastellen:
1,7320508075 6887729352
7446341505 8723669428
0525381038 0628055806
9794519330 1690880003
7081146186 7572485756
Weitere Dezimalstellen finden sich auch unter Folge A002194 in OEIS.
Der derzeitige Weltrekord der Berechnung der Nachkommastellen (vom 9. Juni 2019) liegt bei 2.000.000.000.000 und wurde von Hiroyuki Oodaira (大平 寛之) erzielt.

## Approximation durch eine rationale Zahl
Eine sehr gute Approximation von {\displaystyle {\sqrt {3}}} mit einer Abweichung von weniger als 0,000093  stammt von G. Stratemeyer und basiert auf einer Stammbruchentwicklung.
Der österreichische Mathematiker Fritz Schweiger hat eine entsprechende Kurzdarstellung veröffentlicht.
Ausgehend von der Rekursionsformel
{\displaystyle t_{k+1}=2t_{k}^{2}-1} mit ({\displaystyle t_{0}\geq 2}, {\displaystyle k\in \mathbb {N} _{0}}) (1)
gelangt man schrittweise zu der Beziehung
{\displaystyle {\sqrt {t_{0}^{2}-1}}=t_{0}-\sum _{k=1}^{\infty }{\frac {1}{2t_{0}\cdot 2t_{1}\cdot \dotsc \cdot 2t_{k-1}}}} (2)
Mit {\displaystyle t_{0}=2} folgt {\displaystyle t_{1}=7} durch Einsetzen in (1).
Setzt man {\displaystyle t_{0}} und {\displaystyle t_{1}} in (2) ein, so erhält man die Näherung
{\displaystyle {\sqrt {3}}\approx 2-{\frac {1}{4}}-{\frac {1}{56}}={\frac {97}{56}}=1,732{\overline {142857}}}.

## Anwendung

Das Verhältnis der Seitenlängen a und r dieses Rechtecks im Kreis ist

Konstruktion in vier Schritten; die gepunktete Linie ist nicht Teil der Konstruktion.

- Ein rechtwinkliges Dreieck mit einer kleinen Kathete gleich {\displaystyle 1} und einer Hypotenuse gleich {\displaystyle 2} hat, nach dem Satz des Pythagoras, eine große Kathete gleich {\displaystyle {\sqrt {3}}}.
- Das Verhältnis zwischen der Diagonale eines dreidimensionalen Würfels und der Kantenlänge beträgt {\displaystyle {\sqrt {3}}.}
- Die Distanz zwischen zwei gegenüberliegenden Seiten eines regulären Sechsecks mit der Seitenlänge a beträgt {\displaystyle a{\sqrt {3}}}, oder anders gesagt, das Doppelte des Inkreisradius {\displaystyle a{\frac {\sqrt {3}}{2}}.}
- Der Verkettungsfaktor, das Verhältnis von Phasenspannung (230 V) zu Außenleiterspannung (400 V), beträgt bei Dreiphasenwechselstrom {\displaystyle {\sqrt {3}}.}
- Die Höhe eines gleichseitigen Dreiecks mit der Seitenlänge a beträgt {\displaystyle a{\tfrac {\sqrt {3}}{2}}}, sein Flächeninhalt {\displaystyle {\frac {a^{2}{\sqrt {3}}}{4}}.}